# Рокланд (Ајдахо)
Рокланд (енгл. Rockland) град је у америчкој савезној држави Ајдахо.

## Демографија
По попису из 2010. године број становника је 295, што је 21 (-6,6%) становника мање него 2000. године.
| Група             | 2000.       | 2010.       |
| Белци             | 299 (94,6%) | 289 (98,0%) |
| Афроамериканци    | 0 (0,0%)    | 0 (0,0%)    |
| Азијати           | 0 (0,0%)    | 0 (0,0%)    |
| Хиспаноамериканци | 12 (3,8%)   | 5 (1,7%)    |
| Укупно            | 316         | 295         |